# Фуа (замок)
Замок Фуа (фр. Le château de Foix) — французький замок знаменитих в Середньовіччі графів Фуа, що підноситься над містом Фуа в Піренеях. Важливий туристичний об'єкт.

## Історія
Побудований як фортифікація в ХІІ столітті, замок відомий з 987 року. У 1002 році замок фігурує в заповіті Роже Першого, графа Каркассонського, який залишив фортецю своєму молодшому синові Бернарду. Із 1034 року замок стає адміністративним центром графства Фуа та відіграє істотну роль у військовій історії Середньовіччя.
Місто Фуа відоме на весь Ар'єж як столиця руху катарів. Наступні два століття замок був резиденцією графів, які стали лідерами окситанського опору під час Альбігойського хрестового походу.
Замок був в облозі багато разів, проте узятий за свою історію всього лише один раз у 1486 році (через зраду під час війни між двома гілками сім'ї Фуа). Починаючи з 1479 року, графи Фуа стають королями Наварри, а останній з них, Генріх IV — король Франції. Він приєднав піренейські землі до Франції. Замок був резиденцією губернатора регіону Фуа з XV століття та продовжував захищати рубежі регіону, в тому числі під час релігійних війн.
Єдиний із усіх замків регіону що був звільнений від знищення за наказом Рішельє (1632—1638).
До Французької революції у замку базувався гарнізон. Губернаторами були граф Тревіль, відомий за «Трьома мушкетерами», та маршал Сегюр (міністр при Людовіку XVI).
Із 1840 року Міністерство культури Франції внесло замок до списку історичних пам'яток.

## Музей департаменту Ар'єж
Із 1930 року в замку розташовується музей департаменту Ар'єж. Секції доісторичної, галло-романської та середньовічної археології розповідають про історію Ар'єжа з давніх часів. У тому ж столітті в замку було проведено інтенсивну реставрацію з метою відновити його середньовічний стиль.